# Franz König
Franz König, avstrijski rimskokatoliški duhovnik, škof in kardinal, * 3. avgust 1905, Rabenstein, † 13. marec 2004.

## Življenjepis
29. oktobra 1933 je prejel duhovniško posvečenje.
3. julija 1952 je bil imenovan za soškofa Sankt Pöltena in za naslovnega škofa Liviasa; 31. avgusta 1952 je prejel škofovsko posvečenje.
10. maja 1956 je postal nadškof Dunaja in 13. junija istega leta nadškof Avstrije za verujoče bizantinskega obreda. 
15. decembra 1958 je bil povzdignjen v kardinala in imenovan za kardinal-duhovnika S. Eusebio.
Med 21. februarjem 1959 in 7. majem 1969 je bil vojaški škof Vojaškega ordinariata Avstrije in med 6. aprilom 1965 in 27. junijem 1980 je bil predsednik Papeškega sveta za medverski dialog.
Leta 1985 se je upokojil z vseh preostalih funkcij.